# غابة معتدلة

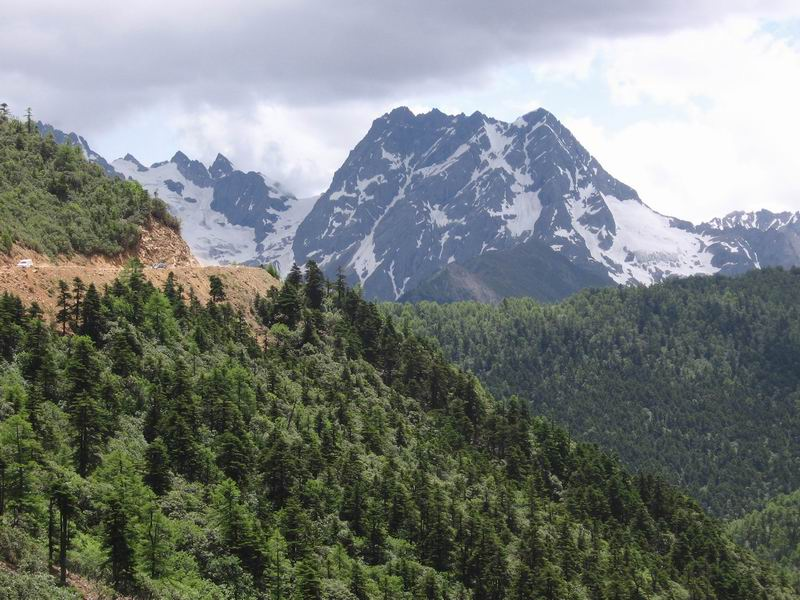

الغابات المعتدلة هي غابات تتكون من أشجار ذات أوراق عريضة ومتساقطة في فصل الخريف. ومدى درجات الحرارة لهذه الغابات هي -30 درجة مئوية إلى 30 درجة مئوية، وتغطي الغابات المعتدلة معظم جنوبي كندا وشرقي أمريكا ومعظم أوروبا وأجزاء من آسيا وأستراليا، وتتميز هذه المناطق بالشتاء البارد والصيف الحار.